# Marlon James (romancista)
Marlon James (nascido em 24 de novembro de 1970) é um escritor jamaicano. Ele é autor de cinco romances: John Crow's Devil (2005), The Book of Night Women (2009), A Brief History of Seven Killings (2014), que lhe rendeu o Prêmio Man Booker de 2015, Black Leopard, Red Wolf (2019) e Moon Witch, Spider King (2022). Atualmente morando em Minneapolis, Minnesota, nos EUA, James ensina literatura no Macalester College em St. Paul, Minnesota. Ele também é professor do curso de mestrado em Escrita Criativa do St. Francis College.

## Início da vida e educação

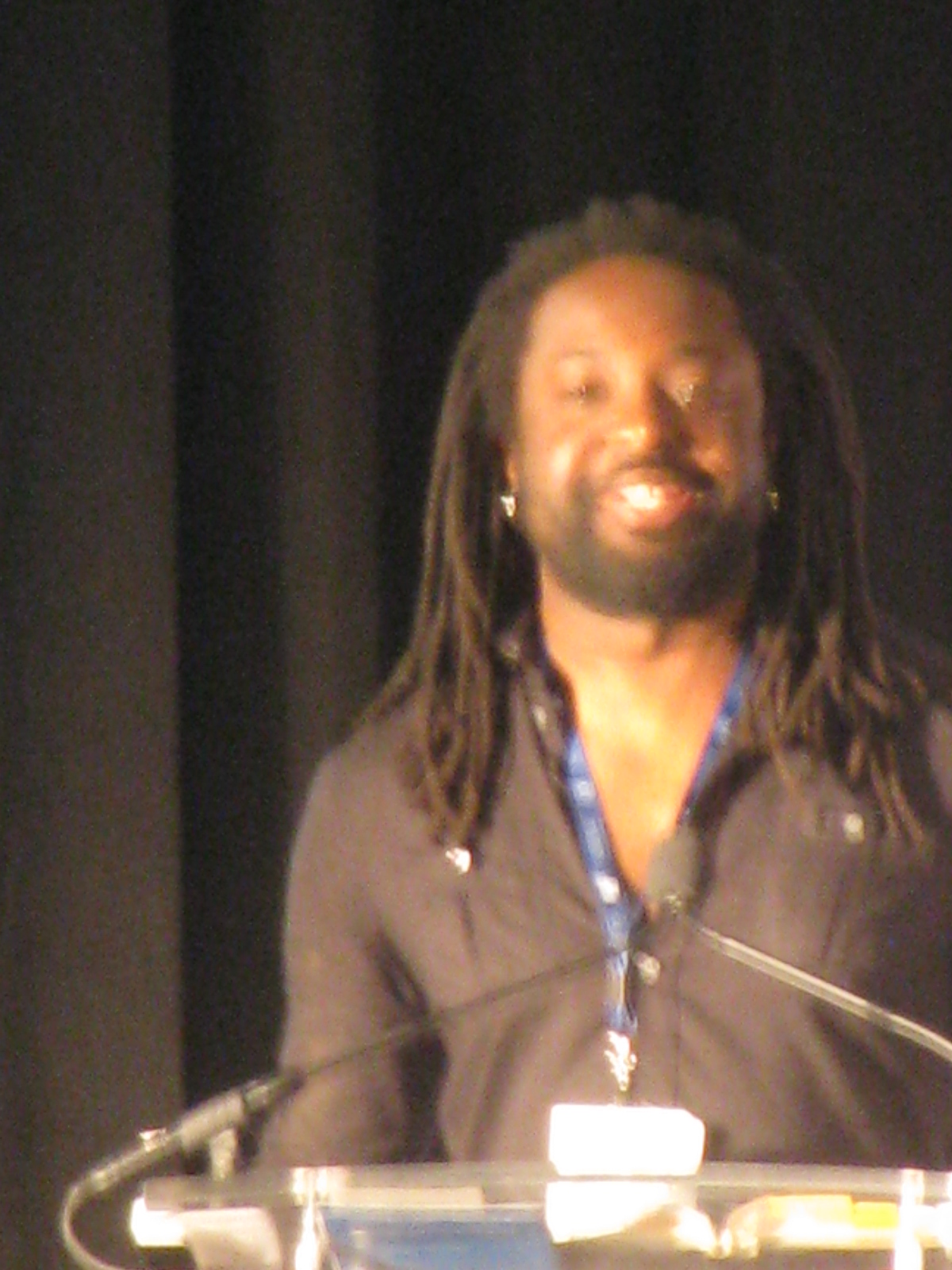
James no Festival Nacional do Livro de 2015

James nasceu em Kingston, Jamaica, filho de pais que estavam na polícia jamaicana: sua mãe (que lhe deu seu primeiro livro de prosa, uma coleção de contos de O. Henry) tornou-se detetive e seu pai (de quem James herdou o amor por Shakespeare e Coleridge) um advogado. James frequentou a prestigiosa Wolmer's Trust High School for Boys de Kingston. Ele se formou em 1991 pela Universidade das Índias Ocidentais, onde estudou Língua e Literatura. Ele deixou a Jamaica para escapar da violência anti-gay e das condições econômicas que ele sentia que significariam estagnação na carreira, explicando mais tarde: "Seja em um avião ou em um caixão, eu sabia que tinha que sair da Jamaica." Ele recebeu um mestrado em escrita criativa pela Wilkes University na Pensilvânia (2006).

## Carreira
O primeiro romance de James, John Crow's Devil (2005) – que foi rejeitado 70 vezes antes de ser aceito para publicação – conta a história de uma luta bíblica em uma remota aldeia jamaicana em 1957. Seu segundo romance, The Book of Night Women (2009), é sobre a revolta de uma escrava em uma plantação jamaicana no início do século XIX. Seu romance de 2014, A Brief History of Seven Killings, explora várias décadas de história jamaicana e instabilidade política através das perspectivas de muitos narradores. Ganhou a categoria de ficção do Prêmio OCM Bocas de Literatura Caribenha de 2015 e do Prêmio Man Booker de Ficção de 2015, tendo sido o primeiro livro de um autor jamaicano a ser pré-selecionado. Ele é o segundo vencedor caribenho do prêmio, depois de V.S. Naipaul, nascido em Trinidad, que venceu em 1971. O trabalho mais recente de James, Moon Witch, Spider King (2022) é o segundo de uma série de fantasia planejada que começou com Black Leopard, Red Wolf (2019).
James leciona inglês e escrita criativa no Macalester College em St. Paul, Minnesota, desde 2007. Ele também é professor do curso de mestrado em Escrita Criativa do St. Francis College.
Em 2016, James foi o tema do filme The Seven Killings of Marlon James, na série de documentários de artes da BBC Imagine, apresentada e produzida por Alan Yentob.
Em fevereiro de 2019, James deu a sétima palestra anual de Tolkien no Pembroke College, Oxford.
Em 2020, James começou a co-apresentar com seu editor Jake Morrissey um podcast literário chamado "Marlon and Jake Read Dead People", que explora, em um ambiente casual, o trabalho de autores falecidos.
Em 2021, James começou a escrever sua primeira série de televisão para a HBO e o Channel 4 intitulada Get Millie Black.

## Temas
Os temas da obra de James abrangem religião e o sobrenatural, sexualidade, violência e colonialismo. Muitas vezes, seus romances mostram a luta para encontrar uma identidade, seja como escravo ou como habitante pós-colonial da Jamaica.

### John Crow's Devil(2005)
Em John Crow's Devil, seu primeiro romance, James explora a Jamaica pós-colonial por meio de uma batalha arquetípica e religiosa entre o bem e o mal. Seus personagens neste romance representam, por meio de suas representações arquetípicas, muitas facetas da humanidade, incluindo a esperança. Apesar do cenário particular, o romance "transmite situações arquetípicas que residem no inconsciente coletivo". Além disso, esta peça gótica caribenha revela o poder da culpa e da hipocrisia tanto em uma pessoa quanto em uma comunidade, e geralmente revela verdades da natureza humana. Os fantasmas do colonialismo são mais sutis, mas a instabilidade e a luta pela identidade são claras para o leitor.

### The Book of Night Women(2009)
Em The Book of Night Women, James desafia a narrativa tradicional da escravidão ao apresentar uma protagonista (Lilith) que aborda sua escravidão com uma dualidade complexa, apesar da descrição constante do antagonismo entre escravos e senhores em uma plantação na Jamaica. Lilith odeia os mestres, mas grande parte do romance trata de como ela "aspira obter uma posição privilegiada dentro da sociedade da plantação ao se submeter à subjugação sexual de um capataz branco, Robert Quinn". Isso também é desafiado pelo "amor" de Lilith e Robert, levando o leitor a questionar os limites do amor e dos relacionamentos. James pretende fazer com que os leitores torçam por Robert e Lilith, mas depois se recomponham, já que Robert Quinn tem a reputação de ser um capataz brutal e violento, chegando a ordenar que Lilith seja severamente chicoteada. A situação para o leitor é ainda mais complicada porque Quinn é irlandês, outra população que era menosprezada naquela época. Embora isso às vezes lhe traga simpatia, sua branquitude ofusca sua identidade irlandesa.
Além disso, o romance explora a complexidade do que é ser mulher, com alguns personagens tendo profundas conexões com o espiritualismo de Obeah e Myal. As escravas são retratadas como pessoas de temperamento forte e inteligentes, enquanto os escravos são frequentemente retratados como fracos, irrefletidos e até mesmo traidores. "Estupro, tortura, assassinato e outros atos desumanizantes impulsionam a narrativa, nunca deixando de chocar tanto em sua depravação quanto em sua humanidade. É esse entrelaçamento complexo que torna o livro de James tão perturbador e tão eloquente". O romance “desafia as noções hegemônicas de império ao apontar a relação explosiva e antagônica entre colonizadores e colonizados”.

### A Brief History of Seven Killings(2014)
O romance de James de 2014, A Brief History of Seven Killings, retrata "um relato apaixonado, muitas vezes raivoso, da sociedade pós-colonial lutando para equilibrar a identidade e um crescente elemento criminoso". O romance tem doze narradores, contribuindo para o "excesso" que Sheri-Marie Harrison explora em seu artigo "Excess in A Brief History of Seven Killings". Ela explica: "A rejeição de James de uma tradição puramente nacionalista, como a de outros autores de sua coorte, concretiza sua crítica às maneiras como o nacionalismo nos distrai da crescente desregulamentação do capital global e sua produção de desigualdade material ao redor do globo. Essa ruptura de tropos privilegiados no interesse de voltar a atenção para as forças transnacionais que estruturam a desigualdade ajuda a explicar o uso de James de 'uma poética do excesso'. Sua experimentação com funções de forma para retrabalhar paradigmas e temas agora familiares que têm sido centrais para a imaginação literária das realidades pós-coloniais por pouco mais de meio século."

### Black Leopard, Red Wolf(2019)
Seu livro Black Leopard, Red Wolf (2019) — caracterizado como "um Game of Thrones africano — é a primeira parcela de uma trilogia planejada. Foi descrito pelo jornalista da NPR Ari Shapiro como "uma busca de fantasia épica — cheia de monstros, sexo e violência, ambientada em uma versão mítica da África antiga." De acordo com a revista TIME, o romance "junta-se às fileiras daqueles de autores como Tomi Adeyemi e N. K. Jemisin, cujas obras rejeitam estereótipos sobre os tipos de figuras que 'deveriam' aparecer na ficção fantástica".
A Warner Bros. e a produtora de Michael B. Jordan, Outlier Society, adquiriram os direitos cinematográficos do livro em 2019.

### Moon Witch, Spider King(2022)
A continuação de Black Leopard, Red Wolf, intitulada Moon Witch, Spider King, foi publicada pela Riverhead Books em 2022.

## Influências
As influências de James incluem autores e músicos. No seu discurso de aceitação do Prémio Man Booker em 2015, ele explicou: "Os cantores de reggae Bob Marley e Peter Tosh foram os primeiros a reconhecer que a voz que saía das nossas bocas era uma voz legítima para a ficção e para a poesia." Por outras palavras, estes cantores capacitaram outros artistas como James a criar. Em seu popular ensaio de 2015 "From Jamaica to Minnesota to Myself", publicado na New York Times Magazine, James descreve a leitura do romance Shame (1983), de Salman Rushdie: "Sua prosa era tão audaciosa, sua realidade tão desequilibrada, que você não via a princípio o quão intencionalmente política e simplesmente furiosa ela era. Isso me fez perceber que o presente era algo do qual eu poderia sair escrevendo."
James disse que releu o romance de Ben Okri de 1991, The Famished Road, enquanto escrevia Black Leopard, Red Wolf: "Okri é uma grande influência para mim. Li Famished Road umas quatro vezes."
Fã de histórias em quadrinhos desde sempre, James citou personagens de quadrinhos como "Hellboy" como uma influência em seu trabalho, citando a capacidade dos quadrinhos de misturar gêneros como uma inspiração para sua própria abordagem de escrever ficção.

## Tom e estilo
O trabalho de James carrega um estilo único, frequentemente chamado de perturbador, brutal e violento, o que o levou a ser comparado em uma crítica a Quentin Tarantino, conhecido pelo uso excessivo de violência em seus filmes. James não se contém em suas descrições gráficas de atos sexuais e violentos, o que contribui para a natureza crua de sua escrita. "James não pretende entreter, ele não quer que os leitores sejam entretidos por eventos chocantes: ele acredita que eles deveriam ficar horrorizados..." Seu trabalho é desafiador e lírico, e ele frequentemente usa o dialeto jamaicano nos diálogos, e frequentemente usa vários dialetos para diferentes personagens. Seu estilo se afasta da literatura caribenha tradicional e esperada ao "criar novas possibilidades selvagens e arriscadas para pensar sobre o lugar da região em nossa realidade contemporânea". James declarou que comete delitos em seus escritos que não permitiria que seus alunos cometessem, "como escrever frases de sete páginas". A escrita de James foi comparada à de Toni Morrison, William Faulkner e Gabriel García Márquez.

## Recepção
A recepção dos romances de James tem sido conflitante: os mesmos elementos que alguns críticos consideram pontos fortes, outros acreditam serem seus pontos fracos. A natureza conflitante de como leitores e críticos respondem decorre de reações à brutalidade muitas vezes direta justaposta aos elementos mecânicos que James usa para contar suas histórias. Um crítico escreve: "O excesso linguístico e estilístico que domina A Brief History of Seven Killings tanto o eleva quanto o sobrecarrega." Outro crítico explicou: "Tive conversas com colegas caribenhos e estudantes nas quais eles usaram termos como 'orgiástico' e 'masturbatório' para descrever a escrita de James." Ao analisar The Book of Night Women, outro crítico explica: "Estupro, tortura, assassinato e outros atos desumanizantes impulsionam a narrativa, nunca deixando de chocar tanto em sua depravação quanto em sua humanidade. É esse entrelaçamento complexo que torna o livro de James tão perturbador e tão eloquente."

## Prémios e honrarias
Em 2013, James recebeu a Medalha Musgrave de Prata do Instituto da Jamaica.
Em 2019, ele foi nomeado uma das 100 pessoas mais influentes da Time. No mesmo ano, The Guardian, Kirkus Reviews, e Shelf Awareness nomearam Black Leopard, Red Wolf como um dos melhores livros do ano.
Em 2022, Kirkus Reviews, NPR, e Publishers Weekly nomearam Moon Witch, Spider King um dos melhores livros do ano.
| Ano  | Título                                             | Prêmio                                                                  | Resultado       | Ref.                        |
| ---- | -------------------------------------------------- | ----------------------------------------------------------------------- | --------------- | --------------------------- |
| 2009 | The Book of Night Women                            | National Book Critics Circle Award for Fiction                          | Finalista       | [ 45 ] [ 46 ]               |
| 2010 | The Book of Night Women                            | Dayton Literary Peace Prize for Fiction                                 | Venceu          | [ 47 ] [ 46 ]               |
| 2010 | The Book of Night Women                            | Minnesota Book Award for Novel & Short Story                            | Venceu          | [ 48 ] [ 49 ] [ 46 ]        |
| 2010 | The Book of Night Women                            | NAACP Image Award                                                       | Finalista       | [ 46 ]                      |
| 2014 |                                                    | National Book Critics Circle Award for Fiction                          | Finalista       |                             |
| 2015 | A Brief History of Seven Killings                  | Andrew Carnegie Medals for Excellence in Fiction and Nonfiction         | pré-selecionado | [ 50 ]                      |
| 2015 | A Brief History of Seven Killings                  | Anisfield-Wolf Book Award for Fiction                                   | Venceu          | [ 51 ] [ 52 ]               |
| 2015 | A Brief History of Seven Killings                  | Green Carnation Prize                                                   | Venceu          | [ 53 ]                      |
| 2015 | A Brief History of Seven Killings                  | Man Booker Prize                                                        | Venceu          | [ 54 ] [ 55 ] [ 56 ] [ 57 ] |
| 2015 | A Brief History of Seven Killings                  | OCM Bocas Prize for Caribbean Literature for Fiction                    | Venceu          | [ 13 ]                      |
| 2015 | A Brief History of Seven Killings                  | PEN/Open Book Award                                                     | pré-selecionado | [ 58 ]                      |
| 2016 | A Brief History of Seven Killings                  | International Dublin Literary Award                                     | pré-selecionado | [ 59 ]                      |
| 2019 | Black Leopard, Red Wolf                            | Foyles Books of the Year for Fiction                                    | pré-selecionado | [ 60 ]                      |
| 2019 | Black Leopard, Red Wolf                            | Goodreads Choice Award for Fantasy                                      | Finalista       | [ 61 ]                      |
| 2019 | Black Leopard, Red Wolf                            | Los Angeles Times Book Prize                                            | Venceu          | [ 62 ]                      |
| 2019 | Black Leopard, Red Wolf                            | National Book Award for Fiction                                         | Finalista       | [ 63 ] [ 64 ]               |
| 2020 | Black Leopard, Red Wolf                            | American Book Award                                                     | Venceu          | [ 65 ]                      |
| 2020 | Black Leopard, Red Wolf                            | American Library Association's Over the Rainbow Book List               | Principal       | [ 66 ]                      |
| 2020 | Black Leopard, Red Wolf                            | Audie Award for Fantasy                                                 | Finalista       | [ 67 ] [ 68 ]               |
| 2020 | Black Leopard, Red Wolf                            | Goodreads Choice Award for Fantasy                                      | Finalista       |                             |
| 2020 | Black Leopard, Red Wolf                            | Lambda Literary Award for Science Fiction, Fantasy and Horror           | Finalista       | [ 69 ] [ 70 ] [ 71 ]        |
| 2020 | Black Leopard, Red Wolf                            | Locus Award for Best Horror Novel                                       | Venceu          | [ 72 ] [ 73 ]               |
| 2020 | Black Leopard, Red Wolf                            | Minnesota Book Award for Genre Fiction                                  | Venceu          | [ 74 ]                      |
| 2020 | Black Leopard, Red Wolf                            | Ray Bradbury Prize for Science Fiction                                  | Venceu          | [ 75 ]                      |
| 2020 | Leopardo negro, lobo rojo com Javier Calvo (trans) | Premios Kelvin Award for Mejor Novela Traducida (Best Translated Novel) | Finalista       | [ 76 ]                      |
| 2022 | Moon Witch, Spider King                            | Dragon Award for Best Fantasy Novel (Including Paranormal)              | Finalista       | [ 77 ]                      |

## Trabalhos

### Literatura independente
- James, Marlon (2005). John Crow's Devil (em inglês) hardcover 1st ed. [S.l.]: Akashic Books. 226 páginas. ISBN 978-1888451825
- James, Marlon (2009). The Book of Night Women (em inglês) hardcover US ed. [S.l.]: Riverhead Books. 417 páginas. ISBN 978-1594488573
- James, Marlon (2014). A Brief History of Seven Killings (em inglês) hardcover ed. [S.l.]: Riverhead Books. 688 páginas. ISBN 978-1594486005

### A trilogiaThe Dark Star
1. James, Marlon (2019). Black Leopard, Red Wolf (em inglês) hardcover ed. [S.l.]: Riverhead Books. 620 páginas. ISBN 978-0735220171
2. James, Marlon (2022). Moon Witch, Spider King (em inglês) hardcover ed. [S.l.]: Riverhead Books. 626 páginas. ISBN 978-0735220201
3. James, Marlon. White Wing, Dark Star (em inglês). [S.l.]: Riverhead Books[78]

### Televisão
- Get Millie Black (TBA)